# 貝德福 (維吉尼亞州)
貝德福县（Bedford, Virginia）是美國維吉尼亞州中西部的一個獨立城市。面積17.9平方公里。根據美國2000年人口普查，共有人口6,299人。是貝德福縣 （Bedford County）縣治。
貝德福县成立於1968年8月30日。縣名紀念掌璽大臣、英國駐法大使約翰·拉塞爾，第四代貝德福公爵。